# Chambre des représentants (Malte)
Pour les autres articles nationaux ou selon les autres juridictions, voir Chambre des représentants.
14e législature
Parliament House
La Chambre des représentants (en maltais : Kamra tad-Deputati ; en anglais : House of Representatives) est la législature monocamérale de la république de Malte et une composante du Parlement de Malte (en maltais : Parlament ta' Malta ; en anglais : Parliament of Malta) avec le président du pays. 
Elle est composée d'un minimum de 65 sièges élus pour un mandat de cinq ans au scrutin à vote unique transférable. Des sièges supplémentaires peuvent être attribués sous certaines conditions. Présidée par son président (Speaker), elle élit notamment le président de Malte pour un mandat de cinq ans.
De 1921 à 1933, le Parlement est de forme bicaméral comprenant le Sénat et l'Assemblée législative. Depuis 2015, la Chambre des représentants siège au Parliament House, situé dans la capitale La Valette.

## Système électoral
La Chambre des représentants est composée d'un minimum de 65 sièges, ses membres sont élus pour un mandat de cinq ans au vote unique transférable dans treize circonscriptions de cinq sièges chacune. Des sièges supplémentaires peuvent néanmoins être attribués afin de faire correspondre la part des sièges des partis à celles des suffrages des électeurs, tout en conservant un total impair. Il en va de même si l'un ou l'autre sexe est insuffisamment représenté. La législature actuelle, élue en 2022, comporte ainsi 79 députés,.
Malgré son mode de scrutin proportionnel, la vie politique maltaise est marquée par un très fort bipartisme entre le Parti nationaliste et le Parti travailliste. De fait, aucun autre parti n'a obtenu seul un siège à la Chambre des députés depuis 1962. Outre une culture politique bipartisane solidement ancrée dans la population, le mode de scrutin est également soumis à un amendement constitutionnel imposant l'obtention d'un nombre de sièges suffisant pour gouverner seul au parti ayant réuni le plus de votes de « premier choix » lors du scrutin si seuls deux partis remportent des sièges. Cette règle, qui tend les électeurs à s'orienter vers un vote utile, date des élections de 1981, qui virent le Parti nationaliste arriver en tête en nombre de voix mais perdre en nombre de sièges, provoquant une crise politique dans le pays.
Depuis les élections de 2022, les citoyens âgés de seize et dix-sept ans peuvent pour la première fois participer au scrutin, le Parlement ayant abaissé l'âge d'obtention du droit de vote de dix-huit à seize ans en 2018, à la quasi-unanimité de ses membres.

## Lieu de réunion

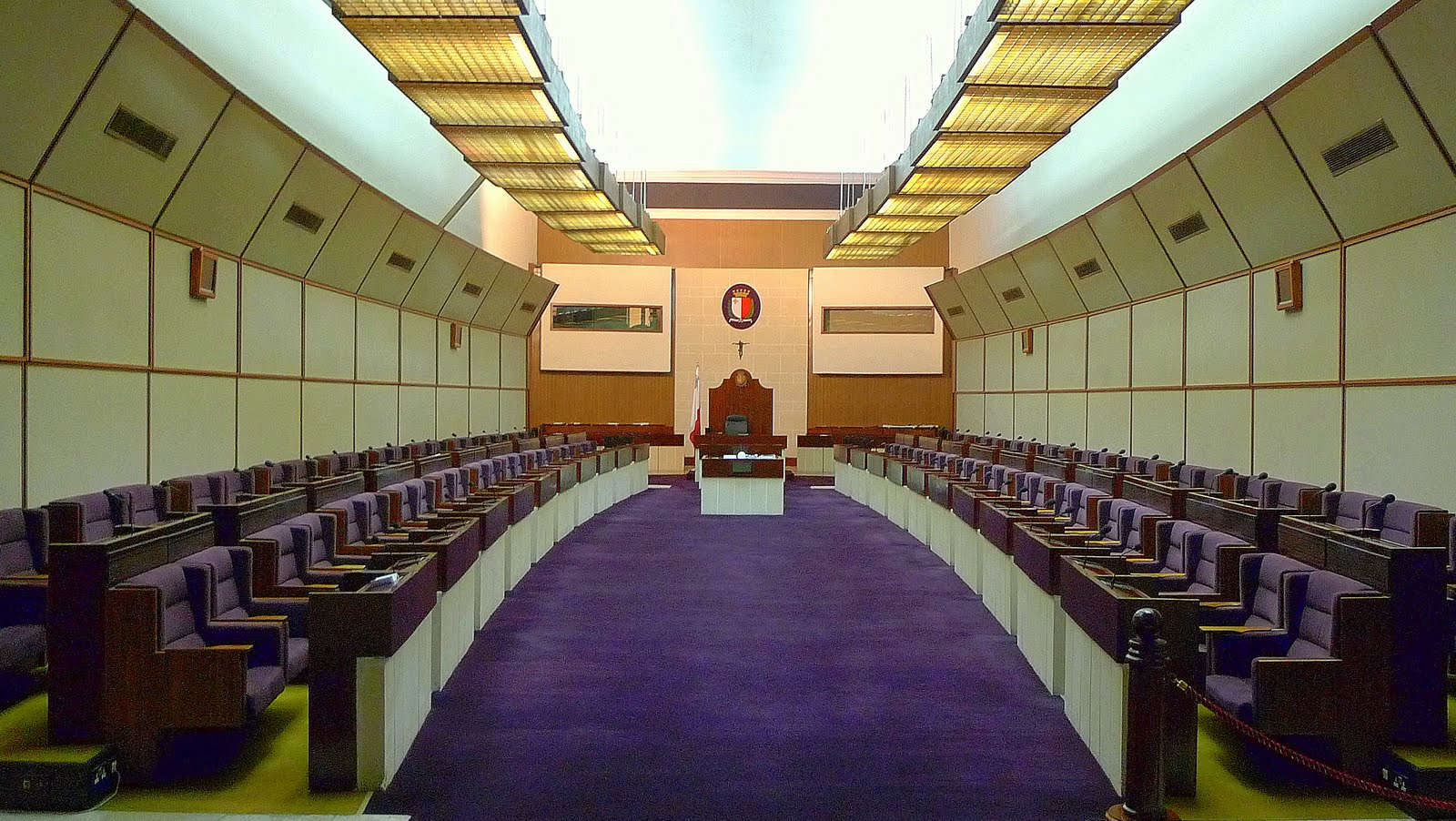
Ancien lieu de réunion au palais magistral (1976-2015).

La Chambre, organisée selon le système de Westminster, se réunit depuis le 4 mai 2015 au Parliament House (en maltais : Il-Parlament il-Ġdid), un nouveau bâtiment situé sur la place de la Liberté à La Valette et dessiné par Renzo Piano. Entre 1921 et 2015, les représentants tenaient leurs sessions et réunions au palais magistral,.

## Dernières élections
|                           |                           |         |       |      |        |               |
| Partis                    | Partis                    | Voix    | %     | +/-  | Sièges | +/-           |
|                           | Parti travailliste (PL)   | 162 707 | 55,11 | 0,07 | 38     | 1             |
|                           | Parti nationaliste (PN)   | 123 233 | 41,74 | 0,38 | 29     | 1             |
|                           | AD+PD (ADPD)              | 4 747   | 1,61  | 0,78 | 0      | 2             |
|                           | Parti du peuple (PP)      | 1 533   | 0,52  | Nv   | 0      | en stagnation |
|                           | ABBA                      | 1 364   | 0,46  | Nv   | 0      | en stagnation |
|                           | Volt Malta                | 382     | 0,13  | Nv   | 0      | en stagnation |
|                           | Indépendants              | 1 282   | 0,43  | 0,40 | 0      | en stagnation |
|                           |                           |         |       |      |        |               |
| Suffrages exprimés        | Suffrages exprimés        | 295 248 | 97,11 |      |        |               |
| Votes blancs et invalides | Votes blancs et invalides | 8 802   | 2,89  |      |        |               |
| Total                     | Total                     | 304 050 | 100   | –    | 67     | en stagnation |
| Abstentions               | Abstentions               | 51 025  | 14,27 |      |        |               |
| Inscrits / participation  | Inscrits / participation  | 355 075 | 85,63 |      |        |               |

### Constitution
- (en)  Malte. « Constitution de Malte » [lire en ligne]

1. ↑  Article 51
2. ↑  Article 48

### Autres références
1. ↑  « Malte Il-Kamra Tad-Deputati (Chambre des Représentants », sur Union interparlementaire.
2. ↑  (en) Christine Amaira, « Malta's parliament is now the largest in Europe », sur timesofmalta.com, Times of Malta, 13 avril 2022 (consulté le 7 mai 2022).
3. ↑  (en) Réseau du savoir électoral ACE, « Electoral Systems : Malta: STV With Some Twists », sur aceproject.org (consulté le 8 novembre 2024).
4. ↑  (en) Rédaction, « 16-year-olds granted the vote in national elections », sur timesofmalta.com, Times of Malta, 5 mars 2018 (consulté le 5 mars 2022).
5. ↑  (en) Rédaction, « Parliament House inaugurated, holds first sitting: 'A milestone in Malta's parliamentary history' - President », sur timesofmalta.com, Times of Malta, 4 mai 2015 (consulté le 8 novembre 2024).
6. ↑  (en) Bureau du président de Malte, « The Palace, Valetta : From Grand Masters to Presidents of the Republic », sur president.gov.mt (consulté le 8 novembre 2024).
7. ↑  (en) Commission électoral de Malte, « General Election 2022 », sur electoral.gov.mt (consulté le 26 mars 2022).